# MTV Video Music Award a legjobb közreműködésért
Az MTV Video Music Award a legjobb közreműködésért díjat először 2007-ben adták át Most Earthshattering Collaboration (Leginkább egetrázó közreműködés) néven. Amikor 2008-ban az MTV visszatért a VMA gyökereihez, a kategória nem tért vissza. 2010-ben újra átadták a díjat Best Collaboration (legjobb közreműködés) néven. Beyoncé Knowles a kategória legtöbbször jelölt és díjazott előadója: kétszer jelölték fő előadóként, egyszer közreműködőként. Őt Lady Gaga és Akon követi, egyszer fő előadóként és egyszer közreműködőként jelölték őket.
| Év   | Győztes                                                                 | További jelöltek |
| ---- | ----------------------------------------------------------------------- | --- |
| 2007 | Beyoncé és Shakira — Beautiful Liar                                     | - U2 és Green Day — The Saints Are Coming |
| 2008 | nem adták át a díjat                                                    | nem adták át a díjat |
| 2009 | nem adták át a díjat                                                    | nem adták át a díjat |
| 2010 | Lady Gaga (közreműködik Beyoncé) — Telephone                            | - Jay-Z és Alicia Keys — Empire State of Mind |
| 2011 | Katy Perry (közreműködik Kanye West) — E.T.                             | - Kanye West (közreműködik Rihanna és Kid Cudi) — All of the Lights |
| 2012 | nem adták át a díjat                                                    | nem adták át a díjat |
| 2013 | P!nk (közreműködik Nate Ruess) — Just Give Me a Reason                  | - Robin Thicke (közreműködik T.I. és Pharell) — Blurred Lines |
| 2014 | Beyoncé (közreműködik Jay-Z) — Drunk in Love                            | - Katy Perry (közreműködik Juicy J) — Dark Horse |
| 2015 | Taylor Swift (Kendrick Lamar közreműködésével) – Bad Blood              | - Wiz Khalifa (közreműködik Charlie Puth) — See You Again |
| 2016 | Fifth Harmony (Ty Dolla $ign közreműködésével) – Work from Home         | - Beyoncé (Kendrick Lamar közreműködésével) – Freedom - Ariana Grande (Lil Wayne közreműködésével) – Let Me Love You - Calvin Harris (Rihanna közreműködésével) – This Is What You Came For - Rihanna (Drake közreműködésével) – Work |
| 2017 | Zayn és Taylor Swift – I Don't Wanna Live Forever (Fifty Shades Darker) | - The Chainsmokers (Halsey közreműködésével) – Closer - DJ Khaled (Rihanna és Bryson Tiller közreműködésével) – Wild Thoughts - DRAM (Lil Yachty közreműködésével) – Broccoli - Calvin Harris (Pharrell Williams, Katy Perry és Big Sean közreműködésével) – Feels - Charlie Puth (Selena Gomez közreműködésével) – We Don’t Talk Anymore |
| 2018 | Jennifer Lopez (DJ Khaled és Cardi B közreműködésével) – Dinero         | - The Carters – Apeshit - Logic (Alessia Cara és Khalid közreműködésével) – 1-800-273-8255 - Bruno Mars (Cardi B közreműködésével) – Finesse (Remix) - N.E.R.D és Rihanna – Lemon - Bebe Rexha (Florida Georgia Line közreműködésével) – Meant to Be                                                                                      |
| 2019 | Shawn Mendes és Camila Cabello – Señorita                               | - BTS (Halsey közreműködésével) – Boy with Luv - Lady Gaga és Bradley Cooper – Shallow - Lil Nas X (Billy Ray Cyrus közreműködésével) – Old Town Road (Remix) - Ed Sheeran és Justin Bieber – I Don't Care - Taylor Swift (Brendon Urie közreműködésével) – Me!                                                                           |
| 2020 | Lady Gaga és Ariana Grande – Rain on Me                                 | - Black Eyed Peas és J Balvin – Ritmo (Bad Boys for Life) - Future (Drake közreműködésével) – Life Is Good - Ariana Grande és Justin Bieber - Stuck with U - Karol G (Nicki Minaj közreműködésével) – Tusa - Ed Sheeran (Khalid közreműködésével) – Beautiful People                                                                      |